# Orlando Engelaar
Orlando Engelaar, född 24 augusti 1979 i Rotterdam, Zuid-Holland, är en nederländsk fotbollsspelare som senast spelade som defensiv mittfältare för FC Twente i nederländska Eredivisie. Han har tidigare spelat för Feyenoord på ungdomsnivå, NAC Breda, KRC Genk, FC Schalke 04, PSV Eindhoven och Melbourne Heart. 